# TwinBee RPG
TwinBee RPG (ツインビーRPG? titolo intero sulla confezione TwinBee Role Playing Game) è un videogioco di ruolo pubblicato per PlayStation e commercializzato esclusivamente in Giappone il 2 aprile 1998. Si tratta di uno spin off della serie di videogiochi sparatutto TwinBee, ed ispirato alla linea narrativa iniziata con la serie di CD drama TwinBee Paradise.

## Il gioco
Il giocatore controlla un nuovo protagonista che viene invocato sull'isola Donburi per essere il pilota temporaneo per TwinBee, dopo la misteriosa scomparsa di Light, il pilota ufficiale. Benché i precedenti capitoli della serie erano dei videogiochi di tipo sparatutto, come Pop'n TwinBee: Rainbow Bell Adventures e TwinBee: Taisen Puzzle-Dama, TwinBee RPG è stato realizzato da un nuovo team di sviluppo. La Konami ha sviluppato TwinBee RPG principalmente per soddisfare i fan della serie radio ed anime TwinBee Paradise che non erano a proprio agio con i videogiochi sparatutto. Anche se la Konami sperava di sfruttare la popolarità dei doppiatori dell'anime per promuovere il gioco, le vendite complessive del titolo non sono state sufficienti a coprire le spese di realizzazione, ed hanno decretato la fine della serie TwinBee (se non si tiene conto delle successive conversioni del gioco per altri sistemi). Mentre TwinBee RPG è principalmente un videogioco di ruolo, esso contiene alcuni elementi tipici dei simulatori di appuntamenti come Tokimeki Memorial, nel quale il protagonista tenta di conquistare il cuore di alcuni personaggi femminili. Il finale può variare dipendentemente dalla ragazza alla quale il giocatore ha dedicato maggiore attenzioni.
I punti esperienza ottenuti in seguito alla vittoria contro un nemico sono valutati in base ad un tasso fisso (160 punti per i nemici più facili, 600 per i boss finali), che sono poi alzato o abbassato a seconda delle differenze di livello tra alleati e personaggi nemici (ai membri più deboli del gruppo del giocatore sono dati più punti esperienza nella vittoria di uno stesso gruppo di nemici). Inoltre, il membro del gruppo che assesta il colpo di grazia ad un nemico ottiene punti esperienza extra. Indipendentemente dal livello in cui ci si trova, ogni membro del gruppo deve acquisire circa 5.000 punti esperienza, al fine di passare al livello successivo (sebbene TwinBee non è sottoposta a questo limite, all'inizio della storia). Oltre al combattimento, il giocatore può anche guadagnare esperienza facendo vari favori agli abitanti dei villaggi. Il denaro (chiamato "en" nel gioco) lasciato dal nemico tenda ad essere molto poco, mentre il giocatore può ottenere maggiori profitti vendendo la frutta e gli oggetti lasciati dai nemici sconfitti. La frutta che può essere raccolta dal giocatore include (dalla meno alla più costosa) satsuma, mele, uva, ciliegie e pesche.
Anche se il gioco è completamente doppiato, il nome del protagonista non viene mai menzionato in nessun dialogo.

## Colonna sonora
Sigla di apertura
- Kitto, zutto (きっと、ずっと?) cantata da Madoka (Mariko Kouda)

Sigla di chiusura
- Aikotoba Be!! (あいことばはBe!!?) cantata da Mariko Kouda